# الظهيرة (حبيش)

تعديل مصدري - تعديل

الظهيرة محلة تابعة لقرية الحقامي، التابعة لعزلة الوطئة بمديرية حبيش إحدى مديريات محافظة إب في الجمهورية اليمنية، بلغ تعداد سكانها 30 حسب تعداد اليمن لعام 2004.